# نورالدین ثابت ایمانی
نورالدین ثابت ایمانی (زاده ۱۳۱۹ – درگذشته ۱۴ شهریور ۱۳۹۱) گوینده خبر در رادیو تلویزیون ملی ایران بود.

## فعالیت‌ها
وی از سال ۱۳۳۸ خورشیدی، با تأسیس تلویزیون در ایران، فعالیت‌های خود را به عنوان گوینده اخبار و گزارشگر در آن مؤسسه آغاز کرد و یک سال بعد به استخدام رادیو ایران درآمد.
پس از آغاز به کار سازمان رادیو تلویزیون ملی ایران، در شبکه دوم تلویزیون ایران به کار پرداخت، و بسیاری از بهترین گزارش‌های خبری تاریخ رادیو تلویزیون در ایران به وسیله او تهیه شده و با صدای او پخش شده‌است.
او بعد از تأسیس شبکه دو در رادیو تلویزیون ملی ایران، در این شبکه به فعالیت پرداخت.
ثابت ایمانی، که همچنین از گویندگان «برنامه گل‌ها» در حوزه موسیقی بود، پس از انقلاب بهمن ۱۳۵۷، ایران را به مقصد آمریکا ترک کرد و در سال ۱۳۶۰ «رادیو ایران» را در لس‌آنجلس تأسیس نمود. او در بیش از سه دهه اقامت در آمریکا، در چندین شبکهٔ رادیویی و تلویزیونی فارسی زبان فعالیت خود را در بخش خبر و گویندگی ادامه داد.
نورالدین ثابت ایمانی، در سال‌های اخیر مدیریت و سرپرستی بخش خبر شبکه تلویزیونی پارس را بر عهده داشت تا اینکه دچار عارضه مغزی شد و با پیشرفت بیماری از ادامه کار بازماند.
وی نیز در سال‌های پس از انقلاب رادیوی ایران را بنیان نهاد که بعد به همراه ایرج گرگین رادیوی امید ایران را تأسیس کرد.

## درگذشت
وی در ۱۴ شهریور سال ۱۳۹۱ و در سن ۷۱ سالگی بر اثر تومور مغزی درگذشت.